# Villa del Principe
La Villa del Principe ou palazzo di Andrea Doria (connu précédemment comme Palazzo del Principe), située sur la place éponyme, est l'un des principaux édifices historiques de Gênes.
Construit dans la localité de Fassolo, elle est une villa-résidence strictement privée du prince amiral Andrea Doria et qui a accueilli de nombreux souverains et diplomates. À l'époque, située à l'extérieur des remparts, elle ne fut sans doute pour cette raison, jamais inscrite sur les listes des  Rolli, résidences officiellement requises par la république de Gênes pour accueillir ses hôtes.
De son palais, Andrea Doria – comme le rappelle  Paolo Lingua  dans sa « Brève histoire des Génois » – pouvait contrôler la ville (en particulier l'entrée de la zone portuaire de la Lanterna) tout en se maintenant à une distance adéquate du palazzo Ducale où l'oligarchie aristocratique décidait du destin de la ville.
Aujourd'hui, propriété privée, le palais est utilisé comme institution muséale.

## Histoire

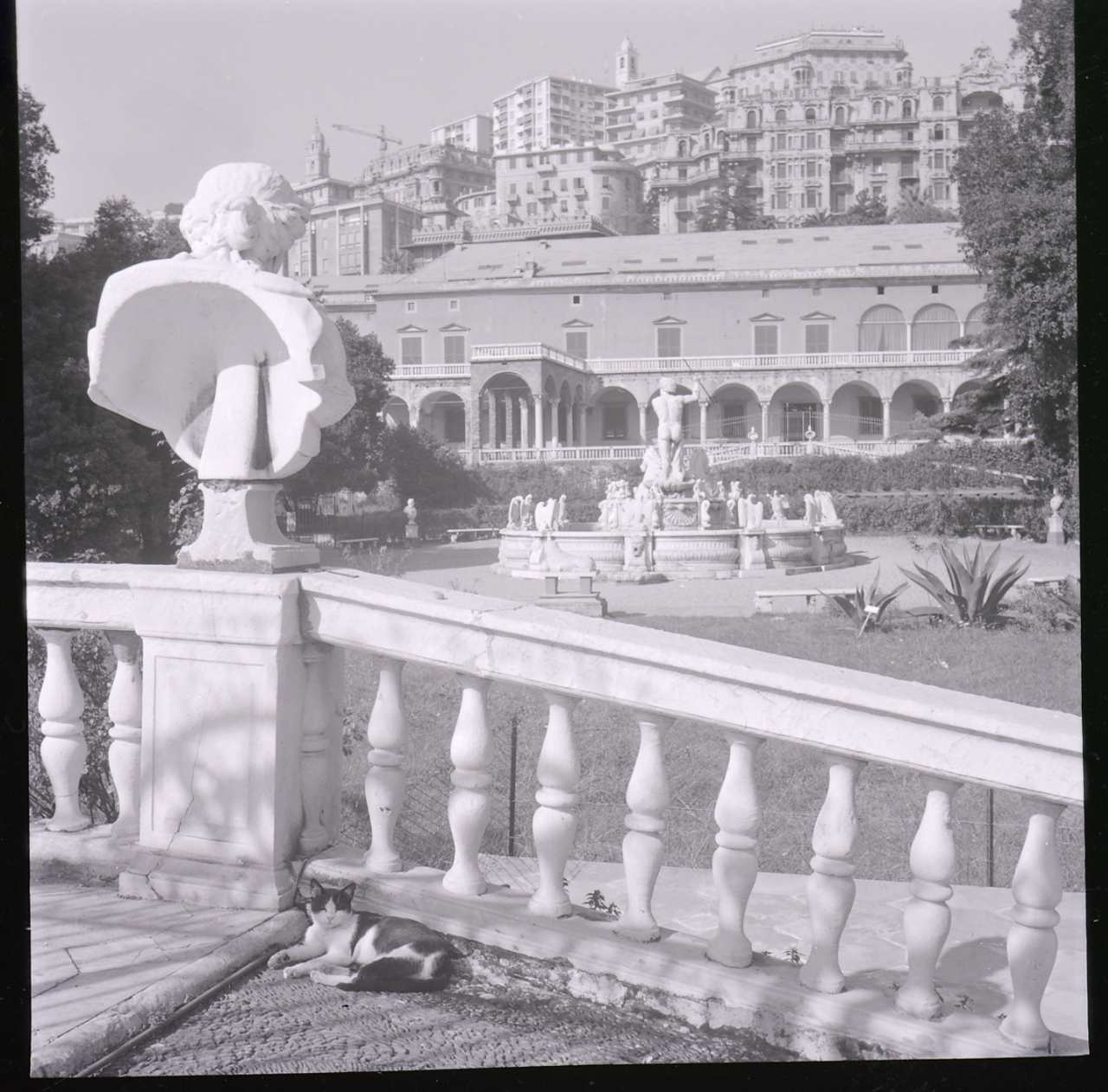
La Villa, le jardin et le contexte urbain. Photo par Paolo Monti, 1963

L'édifice est construit, vers 1530, selon le plan d'un complexe résidentiel pour l'amiral Doria, condottiere (personnage encore plus important que les doges qui gouvernèrent La Superba).
Il est le seul palais de la république de Gênes à n'avoir jamais été reconnu comme tel au cours de son histoire longue de huit siècles.
À la fin de l'actuel parcours muséal, se trouve un jardin à l'italienne, récemment rénové et doté d'une Fontaine de Neptune réalisée par Taddeo Carlone, son frère Giuseppe et son jeune fils Battista dans les années 1599 - 1601.

## La galerie
Le palais conserve un vaste cycle de fresques et de stucs inspiré de sujets mythologiques exécutés par Perino del Vaga pour Andrea Doria.
Les salles sont aménagées avec des meubles des XVIIe et XVIIIe siècles. Les artistes les plus significatifs sont Sebastiano del Piombo, Domenico Piola et il Bronzino. La galleria Aurea expose un cycle de tapisseries du XVIe siècle.
Une des salles conserve une fresque très intéressante concernant l'un des thèmes les plus en vogue au XVIe siècle : La Charité romaine.

## Le palais

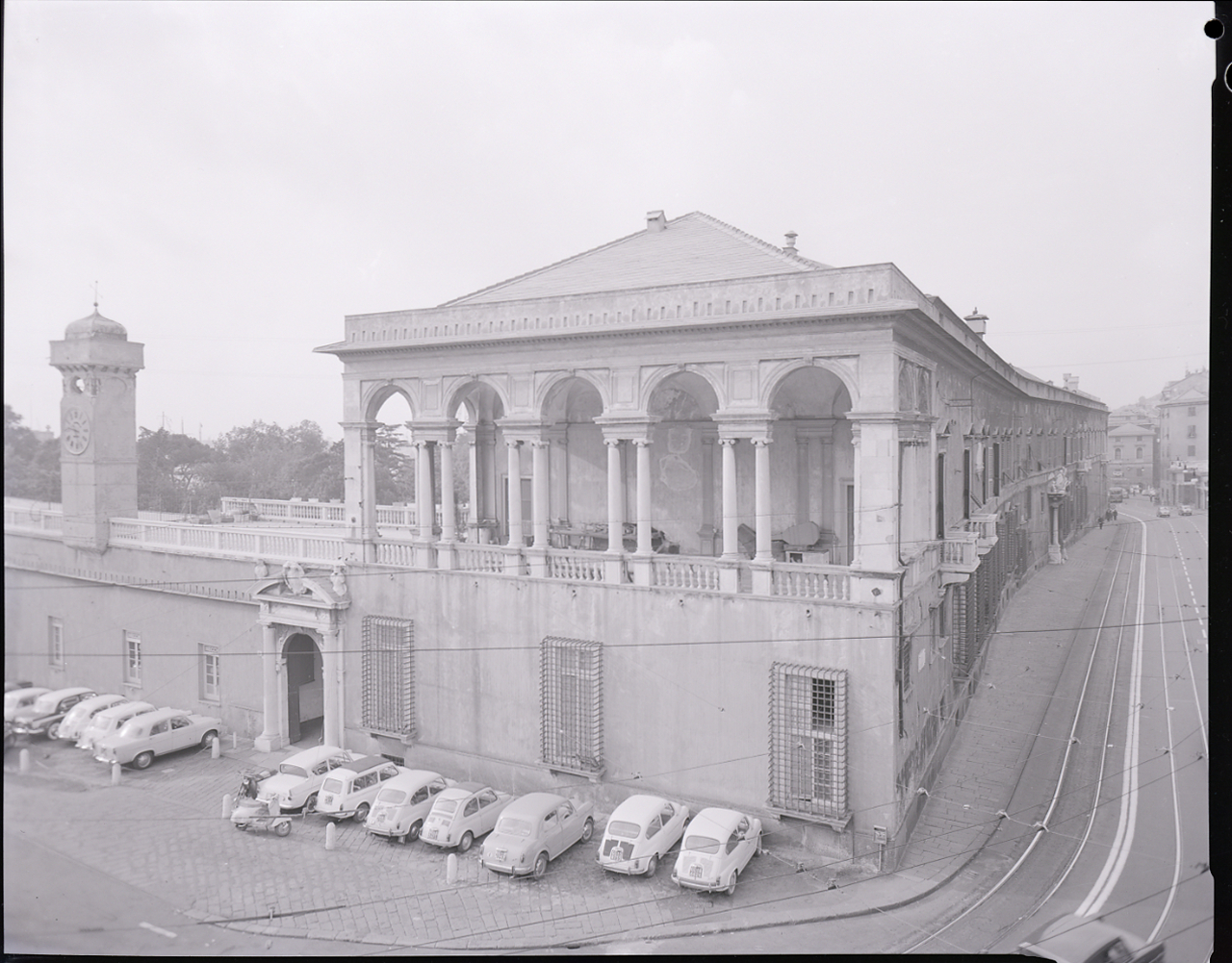
Les loggias de la villa. Photo par Paolo Monti, 1963.

Des artistes célèbres comme Perino del Vaga ont décoré les pièces de la villa del Principe, avec des fresques qui représentaient la gloire d'Andrea et de sa famille. Un lac artificiel (Lagaccio (it)) permit la création d'un jardin en dégradé vers la mer, pour le repos et l'émerveillement du maître et de ses invités. Côté mer, un port fut construit, lieu d'amarrage de la flotte.
Dans son palais, Doria recevait les ambassadeurs, avant la présentation des lettres de créance au palazzo ducale où se trouvait le siège du gouvernement « officiel ».
Les visiteurs les plus importants de la ville faisaient étape à Fassolo. Parmi eux, le plus important de tous, l'Empereur Charles Quint. En 1530, lors de son voyage à Bologne pour la cérémonie de son sacre célébré par le pape Clément VII, il s'arrêta plus d'un mois à Gênes, invité officiel de la république de Gênes, mais en réalité d'Andrea, qui organisa de fastueux banquets en son honneur.
Le palais n'étant pas tout à fait achevé, durant ce premier séjour génois, Charles V demeura au palazzo Ducale. Au cours des visites suivantes, l'empereur fut toujours accueilli à la villa del Principe, rendant encore plus fort le lien entre ces deux personnages clés de l'histoire du XVIe siècle.
Le palais de Fassolo révolutionna les attitudes de la classe dirigeante  dans ses rapports avec  l'urbanisme et les arts. Avant cette date, les aristocrates érigeaient leurs logements dans la ville, aujourd'hui centre historique, dans de hauts édifices corsetés à l'intérieur des remparts. Andrea construisit son palais à l'extérieur. De  riches Génois l'imitèrent et prirent le goût du mécénat, et dans les décennies suivantes, se construisirent de splendides demeures, qui aujourd'hui, sont encore présentes dans la zone des Strade Nuove.
Une partie de toute la richesse qui arrivait à Gênes, grâce à ses rapports économiques avec l'Espagne et son empire, fut investie dans l'art et la culture, ce qui démontra une nouvelle façon de concevoir la qualité de vie qu'Andrea Doria avait initié. Ce sont l'or espagnol et les nouveaux goûts culturels qui donnèrent à cette période (1563-1640) le nom de El siglo de los Genoveses (le siècle des Génois) dont on peut dire qu'elle a commencé au palais de Fassolo.
À partir du 29 mars 1877, la villa devint la seconde résidence hivernale, à Gênes, de Giuseppe Verdi et de son épouse.

## Illustrations

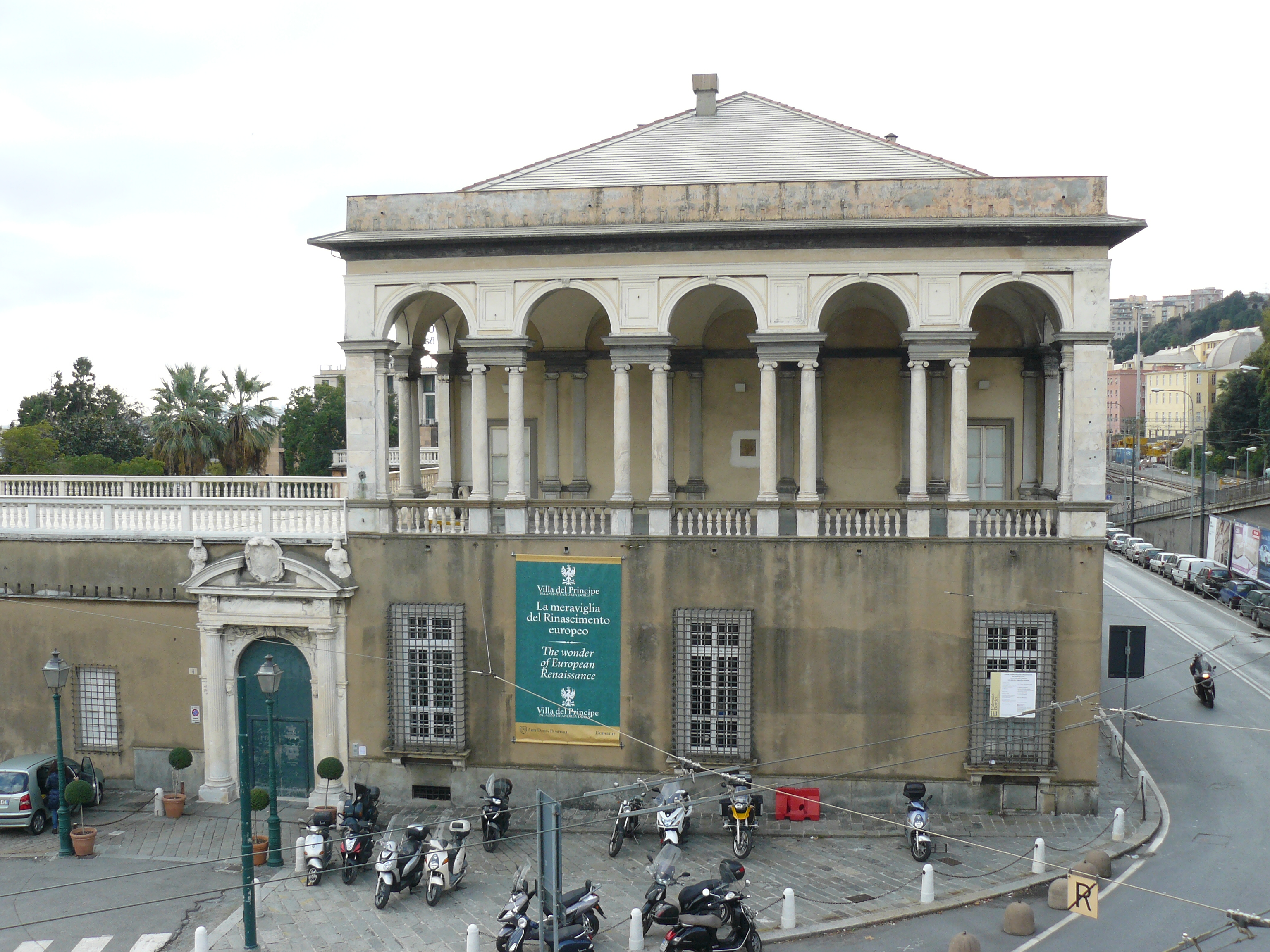
Aspect d'une façade extérieure.
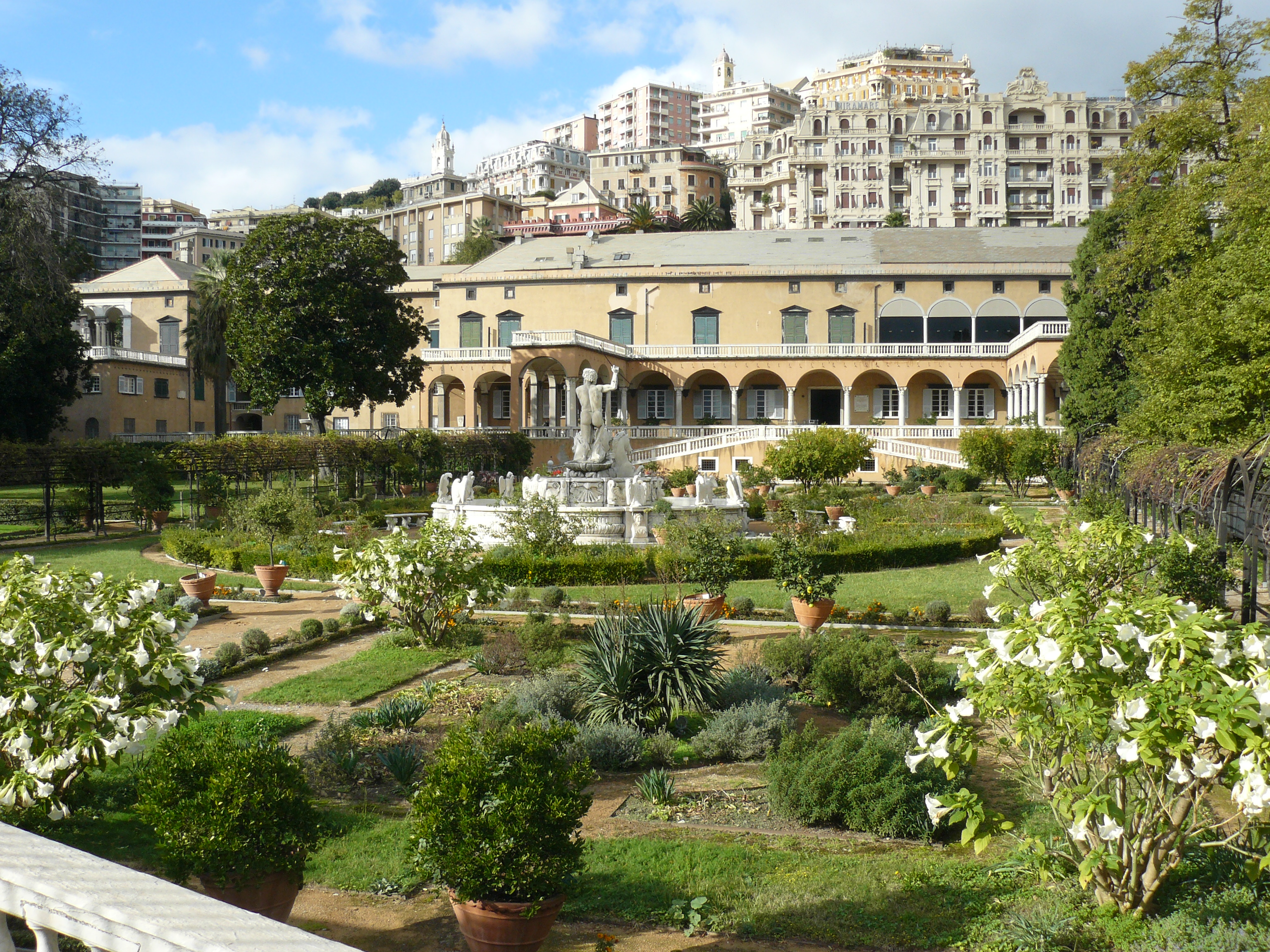
Vue du jardin, aujourd'hui.
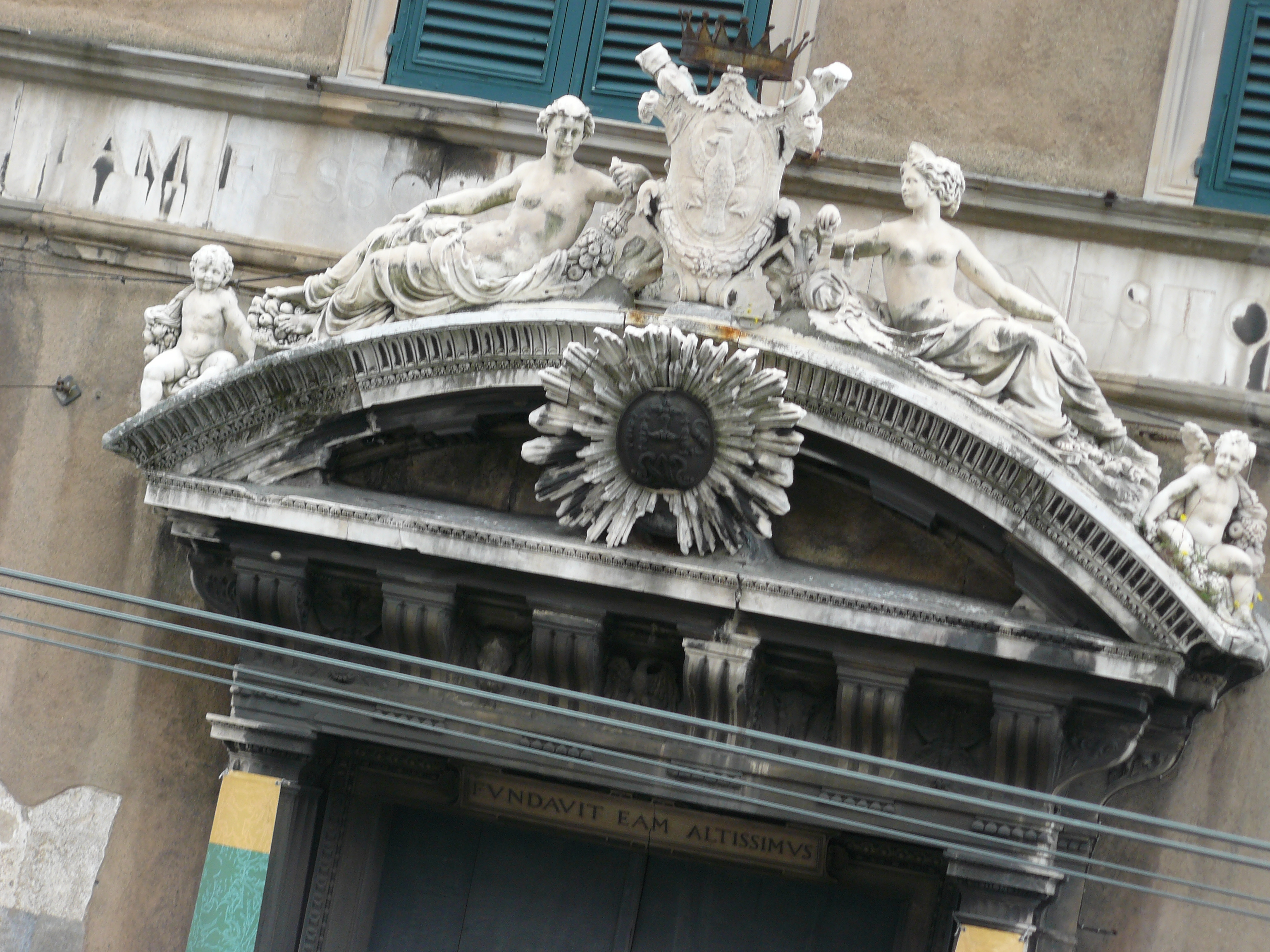
Entablement d'une porte d'entrée.
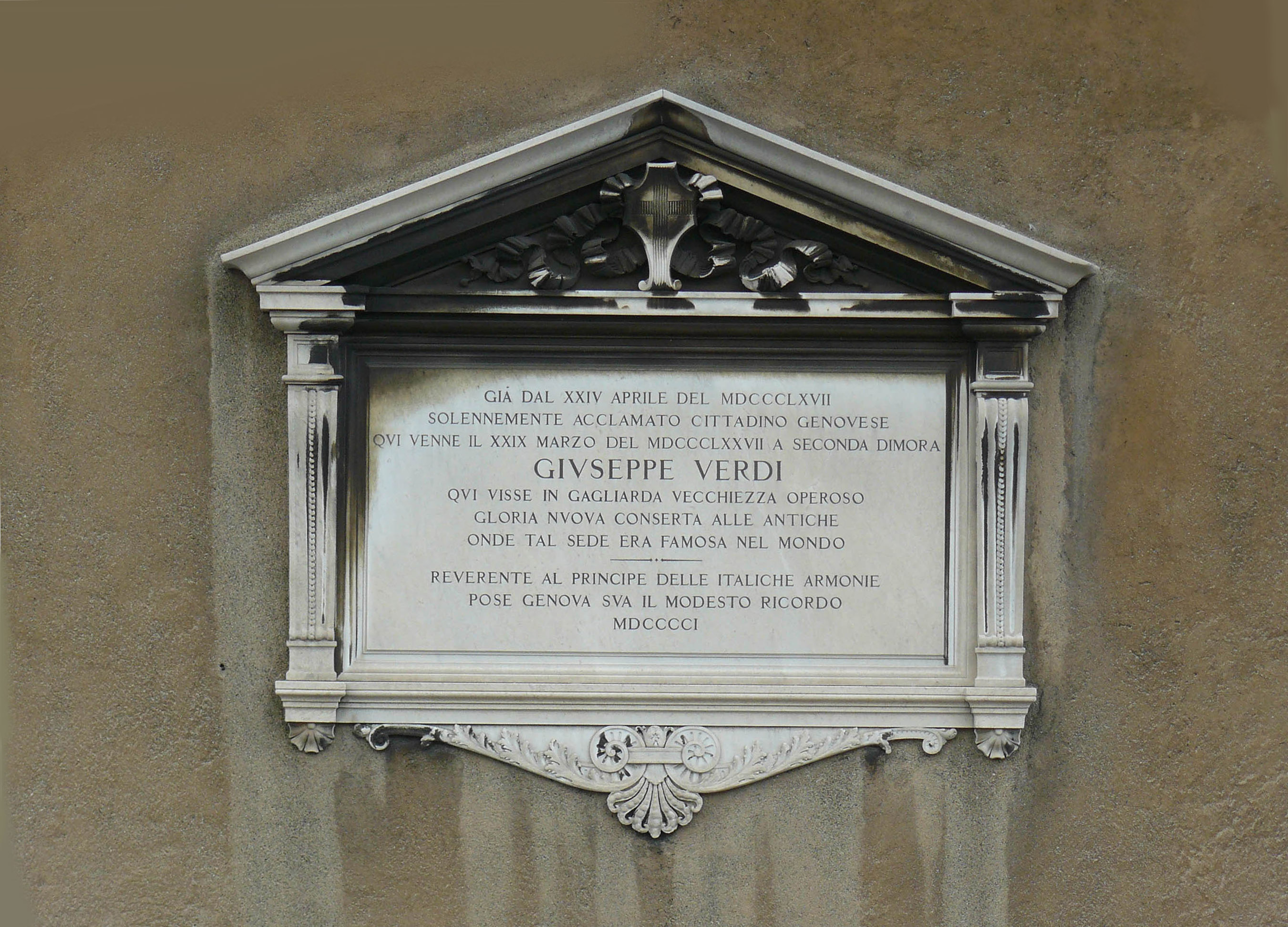
Plaque commémorative de G. Verdi